# Wings Over Everest
Wings Over Everest ist ein britischer Kurzfilm aus dem Jahr 1934.

## Handlung
Gezeigt werden Aufnahmen vom ersten Überflug eines Flugzeuges über den Mount Everest am 3. April 1933. Leiter und Chefpilot der Houston-Everest-Expedition war Douglas Douglas-Hamilton, Lord Clydesdale.

## Auszeichnungen
1936 gewann der Film den Oscar in der Kategorie Bester Kurzfilm (Novelty).

## Hintergrund
Der Film war eine Kooperation zwischen dem britischen Ableger Gaumont British von Gaumont und der US-amerikanischen Produktionsfirma Skibo Productions. Die Produktion, die eine ursprüngliche Länge von 40 Minuten hatte, wurde am 19. Juli 1935 in den USA in einer 22-minütigen Fassung gezeigt.